# Bernd Strauch

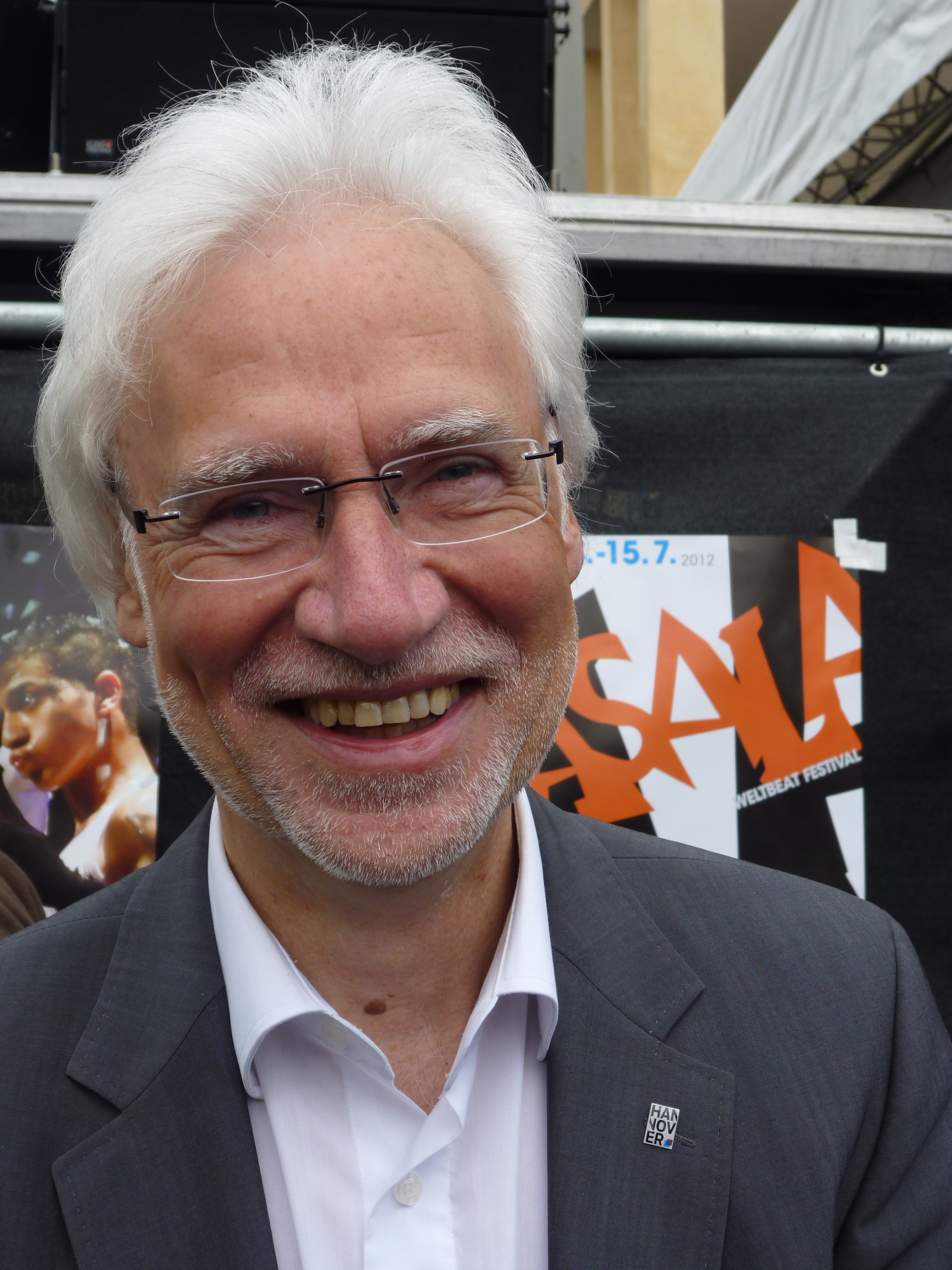
Bernd Strauch (2012)

Bernd Strauch (geboren 8. April 1949 in Anderten; gestorben 28. September 2015 in Hannover) war ein deutscher Sonderschullehrer und Kommunalpolitiker (SPD). Von 1996 bis 2014 war er  Bürgermeister von Hannover, Vorsitzender des Rates der Stadt und erster Stellvertreter des Oberbürgermeisters.

## Leben
Strauchs Vater war Maschinenschlosser, seine Mutter Plätterin. Nach Besuch der Volksschule und  der Handelsschule  beendete er 1969 seine Ausbildung mit Abschluss zum  Industriekaufmann und machte 1973 einen Abschluss als Werbeassistent und absolvierte seinen Zivildienst. Bernd Strauch besuchte von 1973 bis 1976 das Hannover-Kolleg und studierte von 1976 bis 1980 an der Pädagogischen Hochschule Hildesheim und der Universität Hannover. Er hatte in dieser Zeit Tätigkeiten in verschiedenen Forschungsprojekten der Medizinischen Hochschule Hannover. In den Jahren 1980 bis 1982 war Strauch Anwärter an der Erich-Kästner Schule Hannover. 1982 absolvierte er seine 2. Staatsprüfung zum Sonderschullehrer und war in den Jahren 1982 bis 2000 als Sonderschullehrer und teilweise als Integrationslehrer an verschiedenen Schulen in Hannover tätig.
Im Oktober 2000 wurde Bernd Strauch in die Geschäftsstelle des Landespräventionsrates im Niedersächsischen Justizministerium abgeordnet und arbeitete dort als Referent bis zu seinem Ruhestand im Jahr 2014. Seine Arbeitsschwerpunkte lagen in der Beratung niedersächsischer Kommunen zu Fragen der Kriminalprävention, in der schulischen Präventionsarbeit sowie der Begleitung von Integrationsprojekten.
Bernd Strauch war verheiratet mit Ulrike. Gemeinsam haben sie zwei Kinder. Er lebte in Hannover-Anderten. Privat pflegte er den Jazz; aktiv als Schlagzeuger, beispielsweise des Bernd Strauch Trios und von 2004 bis 2015 als Vorsitzender des Jazz Club Hannover.

### Politik-Ratsherr und Bürgermeister der Landeshauptstadt Hannover
Im Jahr 1981 wurde er Mitglied des Bezirksrates Misburg-Anderten. Von 1986 bis Juni 2014 war Bernd Strauch Mitglied im Rat der Stadt Hannover (Ratsherr) und ab 1996 Bürgermeister der Stadt Hannover und  (erster) Stellvertreter des Oberbürgermeisters. Als erster Bürgermeister war er Vorsitzender des Rates der Stadt Hannover (Ratsvorsitzender). In 18 Jahren als Ratsvorsitzender leitete er mehr als 150 Ratssitzungen. Bernd Strauch war Vorsitzender des Migrationsausschusses sowie Mitglied im Verwaltungs- und Personalausschuss. Er leitete zudem als Vorsitzender den Kommunalen Kriminalpräventionsrat (KKP). Mit dem Ausscheiden von Stephan Weil aus dem Amt des Oberbürgermeisters Anfang 2013 bis zur Wahl von Stefan Schostok im Oktober 2013 war Strauch oberster Repräsentant der Stadt Hannover. Anfang Juni 2014 verkündete er seinen Rücktritt von allen politischen Ämtern zur Ratssitzung am 19. Juni 2014. Sein Nachfolger in den Ämtern des Bürgermeisters und des Ratsvorsitzenden wurde Thomas Hermann.
Die Stadt Hannover verabschiedete sich am 15. Oktober 2015 von Bernd Strauch mit einem Trauergottesdienst in der Marktkirche, an der rund 900 Menschen teilnahmen und einem Empfang im Neuen Rathaus. Am 16. Oktober 2015 folgte die Beisetzung im engsten Familien- und Freundeskreis.

## Ämter und Mitgliedschaften
- Vorsitzender des Sozialzentrums Misburg
- Mitglied in der Arbeiterwohlfahrt (AWO)

## Bernd-Strauch-Weg

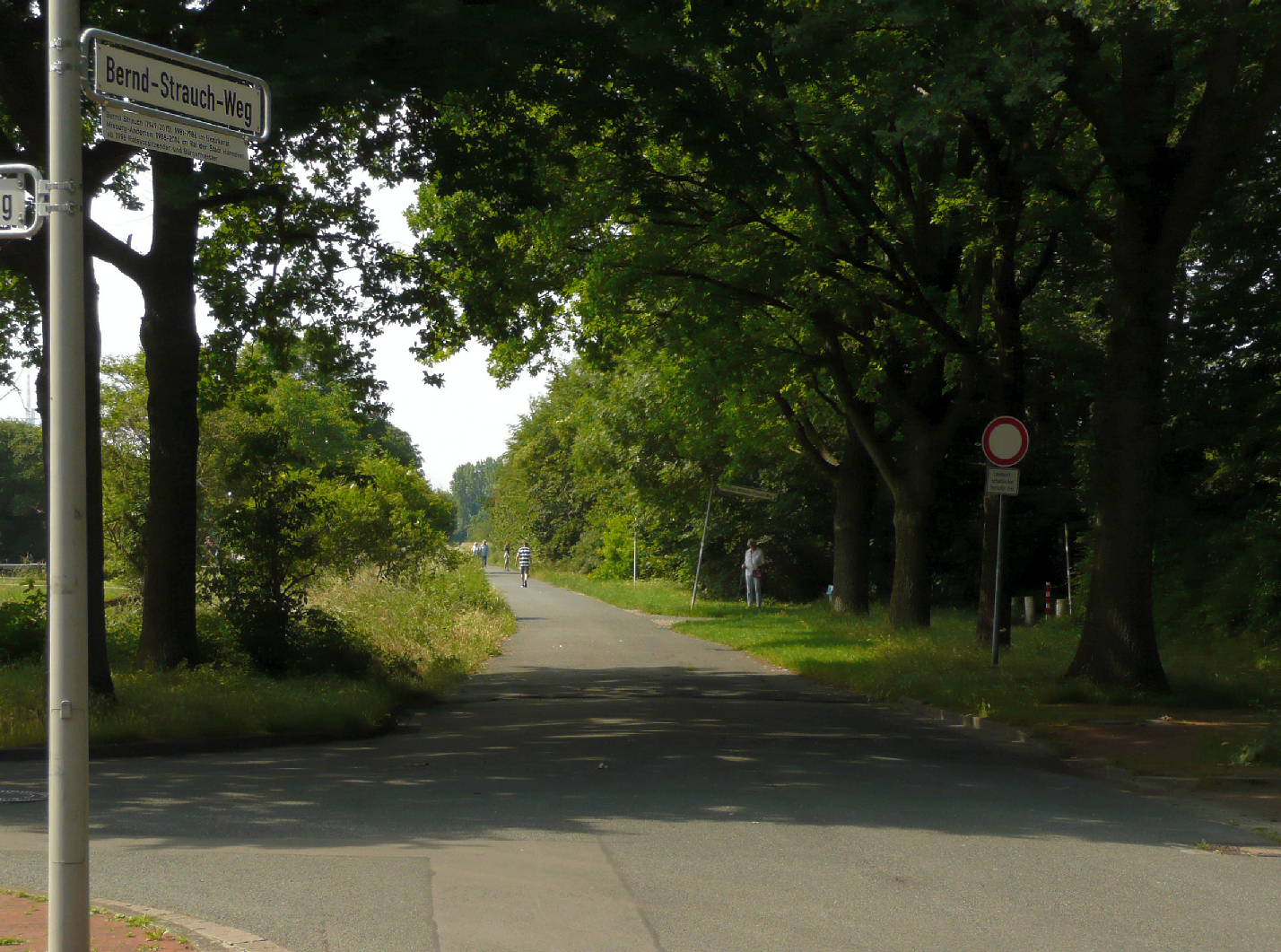
Bernd-Strauch-Weg

Am 22. März 2017 wurde der häufig genutzte „Lieblingsweg“ von Bernd Strauch im hannoverschen Stadtteil Anderten nach dem verstorbenen Ratsvorsitzenden und Ersten Bürgermeister benannt. Die Enthüllung des Straßenschildes mit gesondert angebrachter Legendentafel – installiert an der Kreuzung vom Spreeweg und Wasserweg oberhalb vom Friedrich-Wilhelm-Fitzner-Weg – fand im Beisein von Bezirksbürgermeister Klaus Dickneite, Oberbürgermeister Stefan Schostok, Herbert Schmalstieg, Weggefährten und der Familie statt.